# Мантаро (река)
Мантаро (шп. Río Mantaro) (кеч. Hatunmayo) је река у Перуу, једна од изворишних кракова Амазона. Истиче из језера Хунин на надморској висини од 4.080 метара. Дугачка је око 724 km и спајањем са реком Апуримак чини реку Ене. Површина слива јој износи око 16 км². Име реке на језику народа Кечуа значи „велика река“.